# Paul Hardcastle
Paul Hardcastle (* 10. Dezember 1957 in London) ist ein britischer Keyboarder, Songautor und Produzent. Die Schwerpunkte seines Schaffens liegen im Jazz, seine größte Bekanntheit erlangte er jedoch über elektronische Musik.

## Biografie
Erste Charterfolge feierte Hardcastle zwischen 1981 und 1983 mit der Gruppe Direct Drive und seinem Duo First Light. 1984 gründete er seine eigene Plattenfirma.
Zuspruch von den Kritikern erhielt er für seine ersten Veröffentlichungen als Solokünstler Ende 1983, darunter besonders die Single Rainforest (1984). Die EP Rainforest erschien Anfang 1985 nur in den USA.
Der Durchbruch gelang ihm Mitte 1985 mit dem Song 19, der von ihm, Mike Oldfield, William Coutourie und Jonas McCord geschrieben wurde. Das Lied wurde in vielen Ländern zu einem Nummer-eins-Hit. Oldfield wurde als Urheber erst später namentlich genannt, nachdem dieser in der 19-Melodie Ähnlichkeiten zu jener seiner Tubular Bells erkannte. Er ging vor Gericht, klagte und bekam Recht.
Ende des Jahres 1985 gründete Hardcastles Manager und Freund Simon Fuller die „19 Management Ltd.“ und „19 Entertainment Ltd.“. Es folgten einige weitere Hits in Großbritannien, darunter Don’t Waste My Time (prod. 1985, UK 1986 Platz 8), für dessen Aufnahme er Carol Kenyon als Sängerin gewinnen konnte. 1986 entstand unter dem Titel The Wizard die neue Anfangsmelodie der BBC-Musiksendung Top of the Pops (Titelmelodie bis Ende 1991).
Nach 1986 konzentrierte sich Hardcastle auf die Komposition von Soundtracks für Fernsehfilme. Im deutschen Sprachraum wurde die Titelmusik der BBC-Sendung Holiday mit dem Titel The Voyager bekannt.
1988 widmete er sich mit dem Album No Winners dem ausschließlichen Thema Atomkrieg. Das Album, das auf dem Cover ein Foto seiner weinenden Tochter Maxine zeigte, auf dem Innensleeve eine umfangreiche persönliche Stellungnahme von Paul Hardcastle zu Atomwaffen enthält und bei dem die meisten Stücke ohne Pausen ineinander übergehen, beginnt bei der Entstehung der Atomwaffen, den ersten Test und Einsätzen und endet mit den Abrüstungskonferenzen Ende der 1980er Jahre. Der typische Hardcastle-Synthesizer-Sound jener Zeit wird dabei durch zahlreiche Soundsamples aus Nachrichtensendungen und anderer Berichterstattung untermalt.
1990 veröffentlichte Hardcastle unter dem Pseudonym The Deff Boyz den Titel Swing, der in ganz Europa und in den USA zum Hit wurde. Das Pseudonym wählte er, da er aus vertragsrechtlichen Gründen seinen eigenen Namen hierfür nicht nutzen durfte.
Ab 1993 nahm Hardcastle mit den Projekten Jazzmasters (I-VII), Hardcastle (I-VI) und Kiss the Sky (I-II) mehrere von der Kritik positiv aufgenommene Synth-Jazz-Alben („Smooth Jazz“) auf. Besondere Erwähnung gebührt der bekannten Sängerin Helen Rogers, die auf zahlreichen Songs zu hören ist. Sie startete als Sängerin der Band Direct Drive, in die auch Hardcastle 1981 einstieg.
Am 12. Juli 2005 erschien sein Projektalbum Hardcastle 4. Die erste Auskopplung Serene belegt im September und Oktober 2005 für 6 Wochen Platz 1 in den „R&R Smooth Jazz ® National Airplay©-Charts“ der USA. Seine Tochter Maxine Hardcastle schrieb erstmals als Co-Autorin drei Songs. Am 25. Juli 2006 erschien das Album The Jazzmasters V. Mit dem Instrumentaltitel Free as the Wind kam er in den „R&R Smooth Jazz ® National Airplay©-Charts“ der USA wieder auf vordere Ränge. Am 5. Februar 2008 erschien sein neues Album Hardcastle 5 in den USA. Das Album kam auf Platz 176 der Billboard 200. Die zweite Single Marimba platzierte sich am 25. Juni auf Platz 26 und stieg auf Platz 3 in den „R&R Smooth Jazz ® National Airplay©-Charts“ der USA.
Mitte Dezember 2008 wurde er als „Bester Smooth Jazz Künstler des Jahres 2008“ durch das Billboard Magazin geehrt.

## Privatleben
Hardcastle ist seit Oktober 1985 verheiratet. Mit seiner Frau hat er eine Tochter (Maxine, * April 1986), die Sängerin ist, und zwei Söhne (Paul jr., * August 1990 und Ritchie, * Mai 1997).

## Diskografie

### Studioalben
| Jahr | Titel Musiklabel                   | Höchstplatzierung, Gesamtwochen, AuszeichnungChartplatzierungen (Jahr, Titel, Musiklabel, Platzierungen, Wochen, Auszeichnungen, Anmerkungen) | Höchstplatzierung, Gesamtwochen, AuszeichnungChartplatzierungen (Jahr, Titel, Musiklabel, Platzierungen, Wochen, Auszeichnungen, Anmerkungen) | Höchstplatzierung, Gesamtwochen, AuszeichnungChartplatzierungen (Jahr, Titel, Musiklabel, Platzierungen, Wochen, Auszeichnungen, Anmerkungen) | Anmerkungen                                                        |
| Jahr | Titel Musiklabel                   | UK | US | R&B | Anmerkungen                                                        |
| ---- | ---------------------------------- | --- | --- | --- | ------------------------------------------------------------------ |
| 1985 | Rain Forest Profile 1206           | — | US63 (25 Wo.)US | R&B30 (24 Wo.)R&B | Erstveröffentlichung: März 1985 Produzent: Paul Hardcastle         |
| 1985 | Paul Hardcastle Chrysalis 1517     | UK53 Silber · (5 Wo.)UK | — | — | Erstveröffentlichung: 18. November 1985 Produzent: Paul Hardcastle |
| 1994 | Hardcastle JVC 2033                | — | US182 (6 Wo.)US | R&B35 (13 Wo.)R&B | Erstveröffentlichung: 29. März 1994 Produzent: Paul Hardcastle     |
| 1995 | The Jazzmasters II JVC 2049        | — | US132 (7 Wo.)US | — | Erstveröffentlichung: August 1995 Produzent: Paul Hardcastle       |
| 2008 | Hardcastle 5 Trippin ’n’ Rhythm 24 | — | US176 (1 Wo.)US | — | Erstveröffentlichung: 5. Februar 2008 Produzent: Paul Hardcastle   |

Weitere Alben
- 1984: Daybreak (mit 1st Light; Metronome 820 278)
- 1985: Zero One (Splitalbum mit Universal Funk; Bluebird 1003)
- 1988: No Winners (Chrysalis 1549)
- 1989: Sound Syndicate (K-Tel 1431)
- 1992: The Jazzmasters (Fast Forward 1)
- 1993: Time for Love (Victor 5236)
- 1994: Feel the Breeze (Victor 18001)
- 1996: Hardcastle 2 (JVC 2060)
- 1996: Star of the Story (Minialbum; Victor 18012)
- 1997: P. H. – Paul Hardcastle Works (Victor 60058)
- 1997: First Light (Connoisseur Collection 516)
- 1999: Jazzmasters III (Hardcastle 90506)
- 2002: Hardcastle III (Hardcastle 90511)
- 2003: The Jazzmasters 4 (Hardcastle 90513)
- 2005: Hardcastle 4 (Hardcastle 90517)
- 2006: Jazzmasters V (Hardcastle 90522)
- 2009: Zero One (15 Files; Hardcastle 857295)
- 2010: Jazzmasters VI (Trippin ’n’ Rhythm 41)
- 2011: Hardcastle VI (Trippin ’n’ Rhythm 48)
- 2012: The Chill Lounge Volume 1 (Trippin ’n’ Rhythm 57)
- 2012: 19 Below Zero (2 CDs; Hardcastle 3716974; VÖ: 15. Oktober)
- 2013: The Chill Lounge Volume 2 (Trippin ’n’ Rhythm 67)
- 2013: Hardcastle VII (Trippin ’n’ Rhythm 69)
- 2014: Moovin & Groovin (Trippin ’n’ Rhythm 02028621692)
- 2014: The Jazzmasters VII (Trippin ’n’ Rhythm 72)
- 2015: The Chill Lounge Volume 3 (Trippin ’n’ Rhythm 79)

### Kompilationen
- 1991: The Wizard (Chrysalis 21885)
- 1993: The Definitive Paul Hardcastle (Connoisseur Collection 186)
- 1996: The Very Best (EMI Gold 1040)
- 1997: Cover to Cover (2 CDs; Hardcastle 90505 / JVC 2068)
- 2000: Jazzmasters: The Greatest Hits (Hardcastle 90509)
- 2003: The Very Best of Paul Hardcastle 1983–2003 (2 CDs; Jazz FM 3400722)
- 2004: Jazzmasters: The Smooth Cuts (Hardcastle 90516)
- 2009: The Collection (Trippin ’n’ Rhythm / Hardcastle 020286133629)
- 2010: Hardcastle Rare Grooves (5 Files; Hardcastle Music)
- 2010: Desire: The Ultimate Seductive Album (Trippin ’n’ Rhythm 46)
- 2013: Electrofied 80s Essential (2 CDs; Music Club Deluxe 82; VÖ: 28. Januar)
- 2013: Hardcastle Old School 2 (5 Files; Hardcastle Music; VÖ: 19. August)
- 2015: 19: The 30th Anniversary Mixes (Nusic Sounds 19; VÖ: 15. Mai)
- 2016: The History of Paul Hardcastle (1984–2016) (Box mit 4 CDs; Trippin ’n’ Rhythm 86; VÖ: 4. November)

### Sonstige Alben
- 1992: The Wizard (Dance Sampling CD) (Sammlung diverser Samples; Time + Space 46)

### Singles
| Jahr | Titel Album                                                | Höchstplatzierung, Gesamtwochen, AuszeichnungChartplatzierungen (Jahr, Titel, Album, Platzierungen, Wochen, Auszeichnungen, Anmerkungen) | Höchstplatzierung, Gesamtwochen, AuszeichnungChartplatzierungen (Jahr, Titel, Album, Platzierungen, Wochen, Auszeichnungen, Anmerkungen) | Höchstplatzierung, Gesamtwochen, AuszeichnungChartplatzierungen (Jahr, Titel, Album, Platzierungen, Wochen, Auszeichnungen, Anmerkungen) | Höchstplatzierung, Gesamtwochen, AuszeichnungChartplatzierungen (Jahr, Titel, Album, Platzierungen, Wochen, Auszeichnungen, Anmerkungen) | Höchstplatzierung, Gesamtwochen, AuszeichnungChartplatzierungen (Jahr, Titel, Album, Platzierungen, Wochen, Auszeichnungen, Anmerkungen) | Höchstplatzierung, Gesamtwochen, AuszeichnungChartplatzierungen (Jahr, Titel, Album, Platzierungen, Wochen, Auszeichnungen, Anmerkungen) | Höchstplatzierung, Gesamtwochen, AuszeichnungChartplatzierungen (Jahr, Titel, Album, Platzierungen, Wochen, Auszeichnungen, Anmerkungen) | Anmerkungen |
| Jahr | Titel Album                                                | DE | AT | CH | UK | US | R&B | Dance | Anmerkungen |
| ---- | ---------------------------------------------------------- | --- | --- | --- | --- | --- | --- | --- | --- |
| 1984 | You’re the One for Me / Daybreak / A. M. (Medley) Daybreak | — | — | — | UK41 (4 Wo.)UK | — | — | — | Erstveröffentlichung: März 1984 Gesang: Kevin Henry Autoren: Hubert Eaves III, James Williams / Paul Hardcastle Original (You’re the One for Me): D-Train, 1982 |
| 1984 | Guilty                                                     | — | — | — | UK55 (3 Wo.)UK | — | — | — | Erstveröffentlichung: Juni 1984 Gesang: Kevin Henry Autoren: Paul Hardcastle, Derek Green                                                                       |
| 1984 | Rain Forest / Sound Chaser Paul Hardcastle / Rain Forest   | — | — | — | UK41 (6 Wo.)UK | US57 (18 Wo.)US | R&B5 (19 Wo.)R&B | Dance2 (17 Wo.)Dance | Erstveröffentlichung: September 1984 Autor: Paul Hardcastle |
| 1984 | Eat Your Heart Out                                         | — | — | — | UK59 (6 Wo.)UK | — | — | — | Erstveröffentlichung: Oktober 1984 Autor: Paul Hardcastle |
| 1985 | Papa’s Got a Brand New Pigbag                              | — | — | — | UK73 (4 Wo.)UK | — | R&B69 (6 Wo.)R&B | — | Erstveröffentlichung: Januar 1985 als The Silent Underdog Autoren: Chip Carpenter, Roger Freeman, Chris Hamlyn Original: Pigbag, 1981                           |
| 1985 | 19 Paul Hardcastle                                         | DE1 Gold · (18 Wo.)DE | AT1 (14 Wo.)AT | CH1 (15 Wo.)CH | UK1 Gold · (17 Wo.)UK | US15 (14 Wo.)US | R&B8 (14 Wo.)R&B | Dance1 (10 Wo.)Dance | Erstveröffentlichung: April 1985 Autoren: Paul Hardcastle, William Coutourie, Jonas McCord                                                                      |
| 1985 | King Tut Paul Hardcastle / Rain Forest                     | — | — | — | — | — | R&B32 (11 Wo.)R&B | Dance10 (8 Wo.)Dance | Erstveröffentlichung: April 1985 Autor: Paul Hardcastle |
| 1985 | Rain Forest (Remix) Rain Forest                            | — | — | — | UK53 (4 Wo.)UK | — | — | — | Erstveröffentlichung: Juni 1985 |
| 1985 | 19 (Deutsche Version)                                      | DE17 (8 Wo.)DE | — | — | — | — | — | — | Erstveröffentlichung: Juli 1985 deutscher Text: Blau Bart |
| 1985 | Just for Money Paul Hardcastle                             | DE31 (8 Wo.)DE | — | CH27 (2 Wo.)CH | UK19 (6 Wo.)UK | — | — | — | Erstveröffentlichung: Oktober 1985 Vocals: Alan Talbot, Bob Hoskins, Ed O’Ross, Lawrence Olivier Autoren: Kim Fuller, Paul Hardcastle                           |
| 1986 | Don’t Waste My Time Paul Hardcastle                        | DE15 (12 Wo.)DE | — | CH9 (8 Wo.)CH | UK8 (11 Wo.)UK | — | R&B65 (7 Wo.)R&B | Dance31 (6 Wo.)Dance | Erstveröffentlichung: Januar 1986 Gesang: Carol Kenyon Autor: Paul Hardcastle                                                                                   |
| 1986 | Foolin’ Yourself The Definitive Paul Hardcastle            | — | — | — | UK51 (3 Wo.)UK | — | — | — | Erstveröffentlichung: Juni 1986 Vocals: Kevin Henry; Saxophon: Phil Todd Autor: Paul Hardcastle                                                                 |
| 1986 | The Wizard The Definitive Paul Hardcastle                  | DE51 (6 Wo.)DE | — | — | UK15 (6 Wo.)UK | — | — | — | Erstveröffentlichung: September 1986 Titellied von Top of the Pops Autor: Paul Hardcastle                                                                       |
| 1988 | Walk in the Night No Winners                               | — | — | — | UK54 (3 Wo.)UK | — | — | — | Erstveröffentlichung: März 1988 Autoren: Johnny Bristol, Marilyn McLeod Original: Jr. Walker and the All Stars, 1971                                            |
| 1988 | 40 Years No Winners                                        | — | — | — | UK53 (2 Wo.)UK | — | — | — | Erstveröffentlichung: 29. Mai 1988 Autor: Paul Hardcastle |
| 1989 | Are You Ready … Sound Syndicate                            | — | — | — | UK90 (1 Wo.)UK | — | — | — | Erstveröffentlichung: Mai 1989 als Paul Hardcastle Sound Syndicate                                                                                              |

Weitere Singles
- 1985: Forest Fire / A. M.
- 1990: Rainforest 90
- 1993: Time for Love EP
- 1993: Sound of Summer
- 1993: Don’t Be Shy
- 1994: Can’t Stop Now
- 1994: Do It Again
- 1995: 19(95)
- 1995: Walkin’ to Freedom
- 1995: You May Be Gone
- 1996: Never Give Up on You
- 1996: Bird Island
- 1996: Jokers Wild
- 1997: Shelbi
- 2000: Shine
- 2002: First Light
- 2009: Coming Home 4 Christmas
- 2010: 19 – The Story Continues …
- 2011: Rainforest / What’s Going On (feat. Marvin Gaye; Mashup)
- 2011: Transcontinental (mit Ryan Farish; EP)
- 2011: Into the Blue (DJ Max Remix) (VÖ: 21. August)
- 2012: 19 (The Pacha All Star Remixes) (VÖ: 12. März)
- 2012: 19 Below Zero (VÖ: 9. November)
- 2013: The Wizard (Rerecorded Version) (VÖ: 28. August)
- 2014: Unlimited Love (The Nightime Mixes) (VÖ: 12. Juli)

Remixes
- 1985: Direct Drive – Anything (Paul Hardcastle Remix)
- 1985: D-Train – You Are the One for Me (Labour of Love Mix)
- 1985: D-Train – Music (Paul Hardcastle Remix)
- 1985: Pigbag – Papa’s Got a Brand New Pigbag (als The Silent Underdog)
- 1985: Delayline – We Can Make It (Paul Hardcastle Mix)
- 1985: LW5 – Ripe for the Picking (Extended Paul Hardcastle Mix)
- 1985: Change – Oh What a Feeling (The Paul Hardcastle Remix)
- 1985: Change – Let’s Go Together (Paul Hardcastle Remix)
- 1985: Third World – Now Thats We’ve Found Love (Paul Hardcastle Remix)
- 1985: Hiroshima – One Wish (Special Mix)
- 1985: Ian Dury and the Blockheads – Hit Me with Your Rhythmstick EP (Paul Hardcastle Remixes)
- 1986: Julian Jonah – Hot to Touch (The Paul Hardcastle Mix)
- 1986: George McCrae – Rock Me Baby (Paul Hardcastle Mix)
- 1987: Barry White – Never, Never Gonna Give You Up (Mammoth Mix)

Soundtracks
- 1986: The Shuffle aus dem Soundtrack des Trickfilms Wenn der Wind weht (Verfilmung des Anti-Atomkraft-Comics von Raymond Briggs)